# Microsoft Office 95
Microsoft Office para Windows 95 (número de versión Office 7.0) es una versión de la suite ofimática Microsoft Office y la primera desarrollada para Windows 95. Fue lanzada el 24 de agosto de 1995, al mismo tiempo que el sistema operativo.
Es la primera versión de 32 bits de la suite, lo cual la hace incompatible con las versiones de Windows 3.x dado que poseen arquitectura de 16 bits.

## Ediciones
Office 95 está disponible en dos versiones. Contiene las siguientes aplicaciones:
| Aplicación                 | Standard Edition | Professional Edition |
| -------------------------- | ---------------- | -------------------- |
| Word para Windows 95       | Sí               | Sí                   |
| Excel para Windows 95      | Sí               | Sí                   |
| PowerPoint para Windows 95 | Sí               | Sí                   |
| Publisher para Windows 95  | Sí               | Sí                   |
| Access para Windows 95     | Sí               | Sí                   |
| Binder para Windows 95     | Sí               | Sí                   |
| Schedule+ para Windows 95  | Sí               | Sí                   |
| Project para Windows 95    | No               | Sí                   |
| Microsoft Bookshelf        | No               | CD                   |

La versión estándar contiene el Word 7.0 y Excel 7.0. La edición profesional contiene todos los elementos de la versión estándar más Access 7.0. La versión profesional se adquiere en un CD-ROM.El anterior Word 6.0 tenía el número más alto, por lo que 7,0 fueron elegidos por todos ellos. Excel 5.0, PowerPoint 4.0 y Access 2.0 fueron los predecesores de las aplicaciones Office 95.

## Requerimientos
Microsoft Office 95 requiere una CPU 386DX o superior y un Windows 95, Windows NT 4.0 o Windows NT 3.51. 8 MB de RAM es el mínimo para una instalación de Windows 95. 28 MB de disco duro de espacio mínimo para la instalación compacta, 55 MB para el "típico" y 88 MB para la instalación completa. 

## "El Cuarto De Las Almas Torturadas"
En el Excel 95 contiene un juego escondido similar al Doom, llamado "Hall of Tortured Souls" (El Cuarto De Las Almas Torturadas), con crédito a los escritores de la aplicación. 